# Malcom
Malcom is een plaats (city) in de Amerikaanse staat Iowa, en valt bestuurlijk gezien onder Poweshiek County.

## Demografie
Bij de volkstelling in 2000 werd het aantal inwoners vastgesteld op 352. In 2006 is het aantal inwoners door het United States Census Bureau geschat op 315, een daling van 37 (-10,5%).

## Geografie
Volgens het United States Census Bureau beslaat de plaats een oppervlakte van 1,6 km², geheel bestaande uit land. Malcom ligt op ongeveer 296 m boven zeeniveau.

## Plaatsen in de nabije omgeving
De onderstaande figuur toont nabijgelegen plaatsen in een straal van 20 km rond Malcom.